# خانه دائی
خانه دائی در قزوین، انتهای خیابان نادری شمالی، در جوار حریم جنوبی واقع شده و این اثر در تاریخ ۲۵ اسفند ۱۳۷۹ با شمارهٔ ثبت ۳۳۰۷ به‌عنوان یکی از آثار ملی ایران به ثبت رسیده است.